# Saint-Thibaud-de-Couz
Saint-Thibaud-de-Couz – miejscowość i gmina we Francji, w regionie Owernia-Rodan-Alpy, w departamencie Sabaudia. Nazwa miejscowości pochodzi od imienia św. Teobalda.
Według danych na rok 1990 gminę zamieszkiwało 645 osób, a gęstość zaludnienia wynosiła 27 osób/km² (wśród 2880 gmin regionu Rodan-Alpy Saint-Thibaud-de-Couz plasuje się na 1026. miejscu pod względem liczby ludności, natomiast pod względem powierzchni na miejscu 367.).